# Mac Gréine
Nella mitologia irlandese Mac Gréine dei Túatha Dé Danann era figlio di Cermait, figlio di Dagda. Lui e suoi fratelli Mac Cuill e Mac Cecht uccisero Lúg come vendetta per loro padre. I tre fratelli divennero re supremi d'Irlanda, regnando a rotazione per un totale di 29 o 30 anni. Furono gli ultimi Túatha Dé Danann a regnare prima della conquista milesia dell'Irlanda. Mac Gréine prendeva il suo nome dal dio Grian, il sole. Sua moglie era Ériu.